# بات ماكجيبون
بات ماكجيبون (بالإنجليزية: Pat McGibbon)‏ هو لاعب كرة قدم بريطاني في مركز قلب الدفاع، ولد في 6 سبتمبر 1973 في لورغان ‏ في المملكة المتحدة. شارك مع منتخب أيرلندا الشمالية تحت 21 سنة لكرة القدم ومنتخب أيرلندا الشمالية لكرة القدم. أما مع النوادي، فقد لعب مع بورتاداون وسكونثورب يونايتد وسوانزي سيتي وغلينتوران ومانشستر يونايتد ونادي ترانمير روفرز وويغان أتلتيك.

## وصلات خارجية
- بات ماكجيبون على موقع قاعدة بيانات كرة القدم.إي يو (الإنجليزية)
- بات ماكجيبون على موقع ناشيونال فوتبول تيمز (الإنجليزية)
- بات ماكجيبون على موقع Soccerbase.com (لاعب) (الإنجليزية)
- بات ماكجيبون على موقع Soccerway.com (الإنجليزية)